# Pere Amat i Fontanals
Pere Amat i Fontanals   (Terrassa, 13 de juliol de 1940) és un jugador d'hoquei sobre herba català, ja retirat, guanyador d'una medalla olímpica. És germà dels també jugadors d'hoquei herba Francesc Amat, Jaume Amat i Joan Amat.
Amb tan sols 20 anys va participar en els Jocs Olímpics d'Estiu de 1960 realitzats a Roma (Itàlia), on aconseguí guanyar la medalla de bronze en la prova masculina d'hoquei sobre herba. En els Jocs Olímpics d'Estiu de 1964 realitzats a Tòquio (Japó) finalitzà en quarta posició i en els Jocs Olímpics d'Estiu de 1968 celebrats a Ciutat de Mèxic (Mèxic) ho feu en sisena posició, guanyant en aquestes dues ocasions sengles diplomes olímpics. Amb la selecció espanyola jugà quaranta-vuit partits oficials.
A nivell de clubs jugà a Club Egara, amb qui guanyà dues edicions de la Copa d’Europa (1969 i 1970), cinc lligues espanyoles (1971 a 1975) i vuit Copes espanyoles (1961, 1963, 1965, 1968, 1969, 1971 i 1973).